# Гюсбі
Гюсбі (нім. Hüsby), також Гусбю (дан. Husby) — громада в Німеччині, розташована в землі Шлезвіг-Гольштейн. Входить до складу району Шлезвіг-Фленсбург. Складова частина об'єднання громад Аренсгарде.
Площа — 9,68 км2. Населення становить 795 ос. (станом на 31 грудня 2020).